# Sorin Militaru
Sorin Militaru (Brăila, 1964. december 7. –) román rendező, tévé- és filmrendező, producer, magyar nyelvterületen a legtöbbet foglalkoztatott román színházi rendezők egyike,[forrás?] a Szatmárnémeti Északi Színház Harag György Társulatának tagja.

## Életpálya
Középiskolái tanulmányait szülővárosában végezte, majd a jászvásári Politechnikai Intézet hallgatója lett. Az 1989-es rendszerváltást követően pár évig a sajtó területén dolgozott. 2001-ben végzett Bukarestben, az I. L. Caragiale Színház- és Filmművészeti Egyetem rendezői szakán, Cătălina Buzoianu tanítványaként. Ugyanazon évben a Brăilai Színházban megrendezte Csehov novellái alapján A 6-os számú kórterem című darabot, amiért a legjobb fiatal rendező díjra jelölte a Román Színházi Szövetség (UNITER).
A következő évben a bukaresti Odeon Színházban rendezett, ahol Werner Schwab Népirtás, avagy a májamnak nincs semmi értelme című művét vitte színre. Munkáját a Legjobb rendezés-díjával ismerték el a brassói Kortárs Színházi Fesztiválon.
Ezt követően rendezte meg Peter Turrini Tűzvész a hegyen és Werner Schwab Elnöknők című darabjait, utóbbit már a bukaresti Act Színház produkciójaként. A Bukaresti Prométheusz Színház Gertrud Fussenegger Ich bin Ophelia művének rendezésére kérte fel, majd a franciaországi Busangban vállalt rendezést, ahol a helyi nemzetközi fesztiválon Bartók-művet, a Cantata profanát állította színpadra.
A Székelyudvarhelyi Tomcsa Sándor Színház társulatával létrehozott Sirály rendezéséért a Marosvásárhelyi Látványszínház Fesztivál rendezői díjával jutalmazták. Szolnokon a szobaszínházban az ő rendezésében mutatták be Marguerite Duras Ketten egyedül című darabját.
1998 és 2000 között a Prima TV producere, 2000 és 2002 között pedig a TVR és a ProTV nevű televíziócsatornák rendezője volt, miközben mindvégig szabadúszó színházi rendezőként is tevékenykedett. 2002 és 2005 között kizárólag szabadúszóként dolgozott, gyakori vendége volt Konstanca, Petrozsény, Karácsonkő, Târgoviște, Galac, Kolozsvár, Marosvásárhely, Arad, Csíkszereda, Székelyudvarhely és Szatmárnémeti román és magyar társulatainak, de rendezett Magyarországon, Szerbiában és Ausztriában is. 2005 és 2007 között a Karácsonkői Ifjúsági Színház alkalmazott rendezője, 2007 és 2010 között a Konstancai Állami Színház aligazgatója volt.
2015-ben a Szatmárnémeti Északi Színház Harag György Társulatához szerződött, alkalmazott rendezőként.

## Fontosabb rendezései
- Marosvásárhelyi Nemzeti Színház: Alfred Jarry: Übü király
- Tony Bulandra Színház, Târgoviște: Szophoklész: Antigoné
- Szatmárnémeti Északi Színház: I. L. Caragiale: Az elveszett levél
- Brassói Sica Alecsandrescu Színház: Augusto Caballero: Auto
- Tomcsa Sándor Színház, Székelyudvarhely: Oidipusz
- Iași Nemzeti Színház: Élő becsülettel
- Marosvásárhelyi Nemzeti Színház: Alcesta
- Csíki Játékszín: Parti Nagy Lajos: Karnebál
- Maria Filotti Színház: A. P. Csehov: A 6-os számú kórterem
- Maria Filotti Színház: Thuróczy Katalin: Sandros
- Odeon Színház, Bukarest: Werner Schwab: Népirtás
- Odeon Színház, Bukarest: Csehov: Cseresznyéskert
- Odeon Színház, Bukarest: Werner Schwab: Főnökök
- Odeon Színház, Bukarest: Wiliam Mastrosimone: Extrém
- Bukaresti Nemzeti Színház: Cornel Popa: Sexuális életem
- Marosvásárhelyi Nemzeti Színház: Ibsen: Nóra
- Marosvásárhelyi Nemzeti Színház: Jon Fosse: Alvás
- Marosvásárhelyi Nemzeti Színház, Tompa Miklós Társulat: Shakespeare: A makrancos hölgy, avagy a hárpia megzabolázása
- Marosvásárhelyi Nemzeti Színház, Tompa Miklós Társulat: Alkésztisz
- Regia Maria Színház, Nagyvárad: Ioan Budai Deleanu: Țiganiada
- Brassói Színház: Peter Turrini: Hegyi parázs
- Konstancai Színház: Dimitri Dinev: Lelkek mulatsága
- Konstancai Színház: Friedrich Dürrenmatt: Defekt
- Petrozsényi Színház: Gabriel Garcia Lorca: Bernarda Alba háza
- Petrozsényi Színház: I. L. Caragiale: Farsang
- Dimitri Dinev: A lélek nem vicc
- Kolozsvári Lucian Blaga Nemzeti Színház: Shakespeare: Szentivánéji álom
- Tony Bulandra Színház, Târgoviște: A. P. Csehov: Ványa bácsi
- Ioan Slavici Színház, Arad: I. L. Caragiale: Egy zűrzavaos éjszaka
- Szatmárnémeti Északi Színház: Egressyi Zoltán: Portugál
- Szatmárnémeti Északi Színház Harag György Társulat: I. L. Caragiale: Az elveszett levél
- Szatmárnémeti Északi Színház: I. L. Caragiale: Az elveszett levél
- Tomcsa Sándor Színház, Székelyudvarhely: A. P. Csehov: Sirály
- Tomcsa Sándor Színház, Székelyudvarhely: Euripidész: Elektra
- Csíki Játékszín: I. L. Caragiale: Karnebál
- Toma Caragiu Színház, Ploiesti: Michael Frayn: Noise OFF
- Fani Tardini Színház, Galați: Murius von Mayenburg: Paraziták
- Szigligeti Színház, Szolnok: Marguerite Duras: La musica
- Szigligeti Színház, Szolnok: Alfred Jarry: ÜBÜ
- Szigligeti Színház, Szolnok: Werner Schwab: Főnökök
- Szigligeti Színház, Szolnok: Örkény István: Macskajáték
- Szigligeti Színház, Szolnok: Yasmina Reza: Az öldöklés istene
- Szigligeti Színház, Szolnok: Bereményi Géza: Eldorádó
- Katona József Színház, Kecskemét: Hello Dolly (musical)
- Újvidéki Színház, Szerbia: Werner Schwab: Népirtás

## Díjai
- Kortárs Színházi Fesztivál, Brassó, A legjobb rendező díja: Népirtás
- Magyar Színházak Kisvárdai Fesztiválja, Magyarország, A legjobb rendező: A makrancos hölgy, avagy a hárpia megzabolázása
- Kisebbségi Színházak Fesztiválja, A legjobb előadás: Alvás
- Egyfelvonásosok Fesztiválja, Nagyvárad, A legjobb rendező: Bernarda Alba háza
- Shakespeare Színházi Fesztivál, A legjobb előadás: Szentivánéji álom
- Pécsi Országos Színházi Találkozó, különdíj: Alkésztisz